# Love Potion
Cet article concerne le film de Dale Launer. Pour la chanson de Jerry Leiber et Mike Stoller, voir Love Potion No. 9.
Pour plus de détails, voir Fiche technique et Distribution.
Love Potion (Love Potion No. 9), connu également en France sous les noms Un amour de Cobaye, Miss Cobaye, Miss Genetic et Miss Potion selon les différentes éditions DVD est un film de Dale Launer sorti en 1992. Les deux principaux acteurs sont Sandra Bullock et Tate Donovan. L'histoire est inspirée de la chanson Love Potion No. 9 de Jerry Leiber et Mike Stoller.

## Synopsis
Tate Donovan, un biochimiste qui n'a pas de chance avec les femmes, se  laisse persuader par des amis d'aller voir une bohémienne, Madame Ruth.  Celle-ci lui donne la "Love Potion No. 8", un élixir capable de faire  tomber n'importe qui amoureux de lui.

## Fiche technique
- Titre français : Love Potion également Miss Cobaye
- Titre original : Love Potion No. 9
- Réalisation : Dale Launer
- Musique : Jerry Leiber et Mike Stoller
- Décors : Lida Pearl
- Montage : Suzanne Petit
- Production : Dale Launer
- Distribution : 20th Century Fox
- Box-office : 754 935 $
- Genre : Comédie romantique, fantastique
- Durée : 92 minutes
- Pays :  États-Unis
- Classification: Tout public
- Langue originale : anglais
- Dates de sortie[1] : 
  - États-Unis : 7 octobre 1993
  - France : 6 octobre 1999 (VHS)

## Distribution
- Tate Donovan : Paul Matthews
- Sandra Bullock : Diane Farrow
- Mary Mara (en) : Marisa
- Dale Midkiff : Gary Logan
- Hillary B. Smith (en) : Sally
- Anne Bancroft : Madame Ruth
- Dylan Baker : Prince Geoffrey
- Blake Clark : policier
- Bruce McCarty : Jeff
- Rebecca Staab : Cheryl
- Adrian Paul : Enrico Pazzoli
- Ric Reitz : Dave